# Arturo Armando Molina
Arturo Armando Molina Barraza, né le 6 août 1927 à San Salvador et mort le 19 juillet 2021, est un colonel de l'armée salvadorienne et homme d'État, président de la République de 1972 à 1977.

## Biographie
Candidat présenté par le Parti de la concertation nationale, Arturo Molina est élu président de la République le 20 février 1972 en battant de justesse José Napoleón Duarte, représentant l'opposition unie. Il exerce cette charge entre le 1er juillet 1972 et le 1er juillet 1977. La crise pétrolière de 1973 entraîne une hausse des prix des produits alimentaires et une baisse de la production agricole.
Cela aggrave les inégalités socio-économiques dans le pays, ce qui entraîne une augmentation des troubles. En réponse, Molina promulgue une série de mesures dans un objectif de réforme agraire, appelant à la redistribution des grandes exploitations parmi la population paysanne. Les réformes échouent, du fait d'une forte opposition des élites terriennes, renforçant le mécontentement généralisé à l'égard du gouvernement.